# Kiz (NDW-Band)
Kiz war eine vierköpfige Band der Neuen Deutschen Welle. Sie wurde 1982 in Reutlingen gegründet. Die Band wurde mit ihrem Lied Die Sennerin vom Königsee als One-Hit-Wonder bekannt. Zwei Jahre nach ihrer Gründung löste die Band sich wieder auf.

## Mitglieder
- Joachim „Daddes“ Gaiser (* 12. Dezember 1956 in Reutlingen; † 22. April 2004 an Lungenkrebs) war der Sänger der Band. Bereits als Kind wurde er im Elternhaus nachhaltig musikalisch geprägt. 1973 gründete er unter dem Namen The Barbing Rocks seine erste Band. Drei Jahre später rief er die Rockgruppe Shakin' Daddes Band ins Leben, mit der er bis 2003 über 600 Liveauftritte absolvierte. Nach seinem zwischenzeitlichen Erfolg mit Kiz arbeitete er von 1987 bis 2003 als Radiomoderator und Musikredakteur bei verschiedenen baden-württembergischen Lokalsendern. Nebenbei organisierte er regelmäßig Revivalshows mit bekannten Bands der 1960er und 1970er Jahre. Ab Ende der 1990er Jahre trat er auch als Bühnenautor auf. Unter seiner künstlerischen Leitung wurde 1997 in Hamburg das Beatmusical Pico uraufgeführt, in dem unter anderem die Rattles und die Schauspielerin Isabel Varell auftraten. Im Jahr darauf feierte er in Reutlingen Premiere mit dem Theaterstück Himmelsstürmer. 1999 folgten das Stück Purzelbaum und die Uraufführung des Musiktheaterstücks Schall und Rauch am Landestheater Tübingen. Sein letztes musikalisches Projekt war das Musikkabarett-Stück Die Orbit-Kosaken, das er verfasste und bei dem er bis zu seinem Tod selbst mitsang.
- Ulrich „James“ Herter (* 24. März 1952 in Reutlingen) war der Gitarrist der Band. Nach der Auflösung von Kiz gründete er 1985 zusammen mit Thomas Dörr die Gruppe Two of Us.
- Thomas „Stibbich“ Dörr (* 24. März 1963 in Reutlingen) war der Schlagzeuger der Band. Er kam im Alter von 16 Jahren als Schlagzeuger zur Band Hubert Kah. Nach seiner Zusammenarbeit mit Herter spielte er für die Bands Camouflage und Illi-Noize. Heute ist er als Koch und Schlagzeuglehrer tätig.
- Chutichai „Schuti“ Indrasen war der Bassist der Band. Der in Thailand geborene Musiker kam 1977 durch eine Tournee seiner Band nach Deutschland und beschloss, sich in Reutlingen niederzulassen. Seine Tochter ist die als Jen Majura bekannte ehemalige Gitarristin der Band Evanescence.

## Diskografie

### Alben
- 1983: Vom Königssee in ferne Länder

### Singles
- 1982: Die Sennerin vom Königsee
- 1982: Mein Herz ist klein
- 1983: Reisefieber
- 1984: Wo sind meine Alpen

## Fernsehauftritte
- 31. Januar 1983, ZDF-Hitparade, KIZ, Die Sennerin vom Königsee[2]
- 7. März 1983, Vorsicht, Musik!, KIZ, Die Sennerin vom Königsee[3]
- 22. August 1983, ZDF-Hitparade, KIZ, Reisefieber
- 21. Januar 1984, Hits des Jahres 1983, KIZ, Die Sennerin vom Königsee